# Neomyia laxifrons
Neomyia laxifrons är en tvåvingeart som först beskrevs av Villeneuve 1916.  Neomyia laxifrons ingår i släktet Neomyia och familjen husflugor. Inga underarter finns listade i Catalogue of Life.